# Yopal
Yopal est une ville colombienne, chef-lieu du département de Casanare.

## Toponymie
La provenance du nom Yopal est « yopos », terme d'une langue salivane, le sáliva, signifiant « corazón » (cœur).
Le yopo (Anadenanthera peregrina) est aussi un arbre qui abonde dans la région du río Cravo Sur, rivière de Colombie, tributaire du río Meta, et passant par le département de Casanare. Les indigènes utilisaient les graines contenues dans les fruits des yopos pour fabriquer une poudre hallucinogène.

## Histoire

### Fondation de la ville
Le fondateur de Yopal, Elías Granados, construisit sa maison sur le site qui est actuellement le centre de la ville. La fondation de Yopal eut lieu le 22 février 1915.
La « Estancia de Don Eliás » (l'hacienda de Don Eliás) devint le lieu de passage obligatoire pour les muletiers qui conduisaient le bétail destiné à la vente à Sogamoso, dans le département de Boyacá, et dans le département de Santander.
En 1928, Pedro Bernal et Concepción Camacho construisirent leurs maisons sur le site. La même année, Pedro Pablo González les rejoignit et devint, grâce à son esprit d'entreprise, un véritable pionnier attirant ainsi d'autres habitants. En 1932, il existait six maisons à Yopal et la première école fut créée.

### Évènements divers
En mai 2011, un glissement de terrain coupe l'arrivée d'eau de la ville, laissant les résidents et entreprises sans eau courante. En mars 2013, les habitants de Yopal manifestent contre le gouvernement, l'eau courante n'ayant toujours pas été rétablie après plus de 22 mois de coupure.
En 2014, la sécheresse due à El Niño a entraîné une catastrophe agricole et de violentes manifestations dans la ville.

## Géographie

### Localisation
| \| YopalTunja · 110 km Villavicencio · 190 km Bogota · 205 km Bucaramanga · 210 km Arauca · 265 km Cúcuta · 285 km Ibagué · 330 km Manizales · 345 km Medellín · 365 km Pereira · 370 km Armenia · 375 km Neiva · 415 km Quibdó · 475 km Cali · 505 km Inírida · 522 km Puerto Carreño · 550 km \| Distance par rapport à d'autres villes, à vol d'oiseau. |
| YopalTunja · 110 km Villavicencio · 190 km Bogota · 205 km Bucaramanga · 210 km Arauca · 265 km Cúcuta · 285 km Ibagué · 330 km Manizales · 345 km Medellín · 365 km Pereira · 370 km Armenia · 375 km Neiva · 415 km Quibdó · 475 km Cali · 505 km Inírida · 522 km Puerto Carreño · 550 km                                                               |

## Industrie et croissance urbaine
Yopal est un centre agricole situé au pied de la cordillère Orientale.
La production de pétrole y est importante et a contribué à son développement.

## Tourisme
Yopal est un point de départ pour visiter les Llanos.